# John Curwen
John Curwen (Heckmondwike, 14 de noviembre de 1816 - Mánchester, 26 de mayo de 1880) fue un ministro congregacionalista inglés, promotor del sistema de educación musical Tonic sol-fa creado por Sarah Ann Glover.

## Biografía
John Curwen era descendiente de los Curwen, familia oriunda de Cumbria y una de las más antiguas de Inglaterra, siendo la línea masculina propiamente dicha un descendiente directo de Eldred, un inglés prenormando, cuyo hijo Ketel poseía tierras en la Baronía de Kendal, Westmorland. Orm, el hijo de Ketel, heredó la mansión de Workington en Cumbria.
Curwen nació el 14 de noviembre de 1816 en Heckmondwike, West Riding of Yorkshire, hijo de Spedding Curwen y Mary Jubb. Su padre era un ministro inconformista, misma labor que desempeñó John a partir de 1838, a la edad de 22 años. John Curwen fue educado en el Wymondley College de Hertfordshire, posteriormente en el Coward College y finalmente en la University College de Londres.
En la década de 1850, Curwen descubrió el sistema de educación musical Tonic sol-fa y decidió apropiarse de él para enseñar música en las iglesias y escuelas dominicales. En 1864 abandonó el ministerio a tiempo completo para dedicarse a su nuevo método de nomenclatura musical, que perfeccionó de la profesora de música e inventora Sarah Ann Glover. Glover ideó un método de enseñanza musical para que las niñas de su iglesia aprendieran canto y lectura musical; tomando las sílabas de Guido de Arezzo que marcaba por su inicial (C, D, E, F, S, L, T), les hacía cantar melodías señalando notas en un cartel que llamó "Escala de Norwich". Estas ideas fueron tomadas por Curwen, quien desarrolló un método distinto para aplicarlo en la educación musical, que incluye tanto el ritmo como el tono, pero también por el músico húngaro Zoltán Kodály, siendo la base del sistema del Do móvil.
En 1853 fundó la Tonic Sol-Fa Association, publicando bajo su propia editorial J. Curwen & Sons varias obras dedicadas a la difusión de esta metodología, entre ellas Standard Course of Lessons on the Tonic Sol-fa Method of Teaching to Sing (1858), A Tonic Sol-fa Primer, The Teacher's Manual of the Tonic Sol-fa Method o la publicación periódica Tonic Sol-fa Reporter and Magazine of Vocal Music for the People. En 1879 fundó en el distrito de Forest Gate, en el municipio londinense de Newham, la Tonic Sol-fa College, que enseñó a un gran número de personas a tocar música sin aprender la notación convencional.